# Pointe du Canonnier
Pointe du Canonnier är en udde i den västra delen av Saint-Martin, cirka 7,2 kilometer väster om huvudorten Marigot.